# ديفيد مارك بيرس
ديفيد مارك بيرس (بالإنجليزية: David Mark Pearce)‏ هو كاتب أغاني ومنتج أسطوانات بريطاني، ولد في 23 مايو 1972.

## وصلات خارجية
- ديفيد مارك بيرس على موقع ميوزك برينز (الإنجليزية)
- ديفيد مارك بيرس على موقع أول ميوزيك (الإنجليزية)
- ديفيد مارك بيرس على موقع ديسكوغز (الإنجليزية)